# Lin Chong
Lin Chong es un personaje ficticio de Bandidos del pantano, una de las cuatro grandes novelas clásicas de la literatura china. Apodado "Cabeza de pantera", ocupa el sexto lugar entre los 36 Espíritus Celestiales. En algunos cuentos populares derivados de la novela, se dice que aprendió artes marciales de Zhou Tong, quien supuestamente entrenó en tiro con arco al general de la dinastía Song Yue Fei.